# Töndzsang
A töndzsang (hangul: 된장) a három legfontosabb koreai ételízesítő egyike a kocshudzsang és a kandzsang mellett. A töndzsang fermentálással készített szójababkrém, hasonlít a japán miszóhoz, de testesebb ízű és a miszóval ellentétben egész szójababszemeket is tartalmaz. A töndzsang készítésekor leszűrt léből lesz a kandzsang, azaz a koreai szójaszósz.

## Készítése

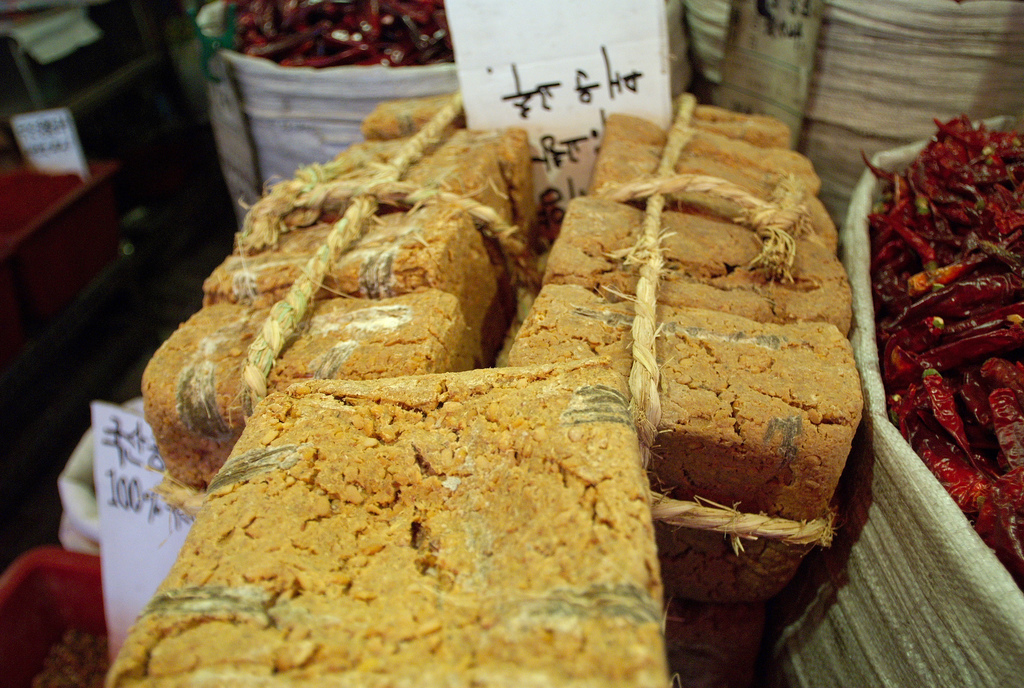
A medzsutömbök a koreai piacokon is kaphatóak, házi töndzsang és más krémek készítéséhez

A szójababszemeket megfőzik, majd mozsárban durvára összetörik. Az így készült pépet labda vagy tégla alakúra formázzák és rizsszárral beborítva a napon érlelik. Ezeket a tömböket medzsunak hívják (메주). A néhány hétig érlelt tömböket összezúzzák, majd sós vízzel összekeverve agyagedényekbe helyezik, ahol hat hónapig fermentálják.
A töndzsang illata meglehetősen erőteljes, ami miatt (valamint a színe és állaga miatt is) a külföldiek sokszor idegenkednek a megkóstolásától.

## Élettani hatásai
A töndzsang jótékony hatásáról több tanulmány is született, egy 2009-es koreai tanulmány szerint a krém a zsigeri zsírok csökkentésében is hatékony lehet, valamint segíthet megelőzni az elhízást és az atherogenesist.